# La Bande à Lisa
La Bande à Lisa (France) ou Les Vacances de Lisa (Québec) (Summer of 4 Ft. 2) est le 25e et dernier épisode de la saison 7 de la série télévisée d'animation Les Simpson.

## Synopsis
Les Simpson passent leurs vacances dans la résidence secondaire des Flanders. Bart a amené Milhouse mais Lisa se rend compte qu'elle n'a pas d'amis. Elle décide alors de devenir une « nouvelle » Lisa. Elle s'habille "plus branché" et traîne avec une bande de jeunes. Bart, jaloux car Lisa copie ses expressions pour avoir l'air cool, décide de les séparer. Pendant ce temps, Homer achète un pétard pour célébrer la fête nationale, qu'il fait finalement exploser dans la cuisine. Bart montre à la bande que Lisa est une intello, mais ils restent ses amis et collent des coquillages sur la voiture pour lui rappeler à jamais la mer.

## Invités
- Christina Ricci (voix originale d'Erin)